# باشگاه فوتبال زنان آلاشکرت
باشگاه فوتبال زنان آلاشکرت (ارمنی: Ալաշկերտ-աղջիկներ) یک باشگاه فوتبال زنان است که شهر ایروان پایتخت جمهوری ارمنستان واقع شده‌است. باشگاه فوتبال زنان آلاشکرت هم‌اکنون در لیگ برتر فوتبال زنان بازی می‌کند. 

## ترکیب
- ورونیکا آساطریان
- سوسانا بادالیان
- آرمینه هاروتیونیان
- هغینه چوپیکیان
- نلی خالاتیان
- ماریا ساخینوفا
- آنی قوکاسیان
- آرمینه مسروپیان
- تاتویک موسسیان
- ماریام هاکوبیان